# Saison 2014-2015 de l'AS Rome
Maillots
Chronologie
Saison précédente Saison suivante
La saison 2014-2015 de l'AS Rome est la 84e saison des romains dans l'élite.

## Effectif et encadrement
| Joueurs    | Joueurs | Joueurs            | Joueurs             | Joueurs             | Joueurs            | Joueurs             |
| N°         | P.      | Nat.               | Nom                 | Date de naissance   | Sélection          | Club précédent      |
| ---------- | ------- | ------------------ | ------------------- | ------------------- | ------------------ | ------------------- |
| Gardiens   |         |                    |                     |                     |                    |                     |
| 1          | G       | Roumanie           | Bogdan Lobonţ       | 18/01/1978 (37 ans) | Roumanie           | Dinamo Bucarest     |
| 12         | G       | Italie             | Gianluca Curci      | 12/07/1985 (29 ans) | -                  | UC Sampdoria        |
| 26         | G       | Italie             | Morgan De Sanctis   | 26/03/1977 (37 ans) | Italie             | SSC Naples          |
| 28         | G       | Pologne            | Łukasz Skorupski    |                     |                    | Gornik Zabrze       |
| Défenseurs |         |                    |                     |                     |                    |                     |
| 2          | DC      | France             | Mapou Yanga-Mbiwa   | 15/05/1989 (25 ans) | France             | Newcastle United FC |
| 5          | DC      | Brésil             | Leandro Castan      | 05/11/1986 (28 ans) | Brésil             | SC Corinthians      |
| 23         | DC      | Italie             | Davide Astori       | 07/01/1987 (28 ans) | Italie             | Cagliari Calcio     |
| 44         | DC      | Grèce              | Kostas Manolas      | 14/06/1991 (23 ans) | Grèce              | Olympiakos Le Pirée |
| 3          | DG      | Angleterre         | Ashley Cole         | 20/12/1980 (34 ans) | Angleterre         | Chelsea FC          |
| 25         | DG      | Grèce              | José Holebas        | 27/06/1984 (30 ans) | Grèce              | Olympiakos Le Pirée |
| 42         | DG      | Italie             | Federico Balzaretti | 06/12/1981 (33 ans) | Italie             | US Palerme          |
| 13         | DD      | Brésil             | Maicon              | 26/07/1981 (33 ans) | Brésil             | Manchester City     |
| 35         | DD      | Grèce              | Vasilis Torosidis   | 10/06/1985 (29 ans) | Grèce              | Olympiacos Le Pirée |
| Milieux    |         |                    |                     |                     |                    |                     |
| 4          | MC      | Belgique           | Radja Nainggolan    | 04/05/1988 (26 ans) | Belgique           | Cagliari Calcio     |
| 6          | MC      | Pays-Bas           | Kevin Strootman     | 13/02/1990 (24 ans) | Pays-Bas           | PSV Eindhoven       |
| 15         | MC      | Bosnie-Herzégovine | Miralem Pjanic      | 02/04/1990 (24 ans) | Bosnie-Herzégovine | Olympique Lyonnais  |
| 48         | MC      | Turquie            | Salih Uçan          | 06/01/1994 (21 ans) | Turquie            | Fenerbahçe SK       |
| 16         | MDC     | Italie             | Daniele De Rossi    | 24/07/1983 (31 ans) | Italie             | Formé au club       |
| 20         | MDC     | Mali               | Seydou Keita        | 16/01/1980 (35 ans) | Mali               | Valence CF          |
| 32         | MOC     | Argentine          | Leandro Paredes     | 29/06/1994 (20 ans) | -                  | Boca Juniors        |
| Attaquants |         |                    |                     |                     |                    |                     |
| 10         | BUT     | Italie             | Francesco Totti     | 27/09/1976 (38 ans) | Italie             | Formé au club       |
| 88         | BUT     | Côte d'Ivoire      | Seydou Doumbia      | 31/12/1987 (27 ans) | Côte d'Ivoire      | CSKA Moscou         |
| 96         | BUT     | Paraguay           | Antonio Sanabria    | 04/03/1996 (18 ans) | Paraguay           | US Sassuolo         |
| 24         | AD      | Italie             | Alessandro Florenzi | 11/03/1991 (23 ans) | Italie             | Formé au club       |
| 7          | AD      | Argentine          | Juan Manuel Iturbe  | 04/06/1993 (21 ans) | -                  | Hellas Verona       |
| 27         | AG      | Côte d'Ivoire      | Gervinho            | 27/05/1987 (27 ans) | Côte d'Ivoire      | Arsenal FC          |
| 8          | AG      | Serbie             | Adem Ljajic         | 29/09/1991 (23 ans) | Serbie             | AC Fiorentina       |

### Transferts

#### Mercato estival
- Départs: le club a vu son arrière gauche brésilien Dodo' partir pour l'Inter Milan (prêt avec obligation d'achat, pour un total de 9 millions), Rodrigo Taddei est parti en série B pour ne pas avoir à affronter la Roma (il a refusé des équipes de série A dont la Fiorentina), il a passé 9 saisons à Rome. Rafael Toloi, un autre brésilien n'a pas été racheté à la suite de son prêt, jugé « trop cher ».
- Arrivées: Mapou Yanga-Mbiwa (prêt de Newcastle United FC),le malien Seydou Keita (paramètre zéro); le jeune turc Salih Uçan (Fenerbahçe); Juan Manuel Iturbe, jeune ailier argentin venant du Hellas Verone (coût: 28 millions); Ashley Cole (en fin de contrat avec Chelsea); Emmanuelson (fin de contrat); Davide Astori (Cagliari Calcio). Retour de prêt de plusieurs jeunes joueurs dont Antonio Sanabria et Leandro Paredes.

#### Mercato hivernal
- Départs: Mattia Destro (prêt avec possibilité d'achat vers le Milan AC); Marco Borriello (prêt vers Genoa), Urby Emmanuelson (Atalanta Bergame); Tin Jedjav (Bayer Leverkusen, prêt converti en transfert définitif pour 7,5 millions d'euros).
- Arrivées: Seydou Doumbia (CSKA Moscou, montant: environ 15 millions d'euros); Victor Ibarbo (Cagliari Calcio, prêt payant de 2,5 millions d'euros avec option d'achat fixée à 12,5 millions d'euros), le prêt de Mapou Yanga-Mbiwa a été converti en transfert définitif pour 7 millions d'euros (dû a un trop grand nombre de matchs joués).